# Gestrin
Pogostost priimka Gestrin je bila po podatkih Statističnega urada Republike Slovenije na dan 1. januarja 2010 manjša kot 5 oseb. 

## Znani slovenski nosilci priimka
- Ferdo Gestrin (1916—1999), zgodovinar, univerzitetni profesor, akademik
- Fran Gestrin (1865—1893), književnik in prevajalec